# Kōshoku Ichidai Otoko
Kōshoku Ichidai Otoko (好色一代男?) (1682), titulada Amores de un vividor según la traducción de Fernando Rodríguez-Izquierdo de 1983 o bien Hombre lascivo y sin linaje en la traducción de Antonio Cabezas García de 1982, es la primera obra en prosa de Ihara Saikaku (井原 西鶴?), poeta y novelista japonés, una de las más brillantes figuras de la literatura japonesa del período Edo en la historia de Japón.

## Antecedentes literarios
En las décadas de 1640 y 1650 se hicieron populares en Japón las críticas cortesanas (Yūjo Hiōbanki), una especie de guías de los barrios de placer (Shimabara en Kioto, Yoshiwara en Edo y Shinmachi en Osaka) de las principales ciudades que se habían convertido en un punto de encuentro cultural. Estas guías también proveían de una lectura de entretenimiento, con cierto énfasis en el hedonismo y el realismo que otras formas de escritura vernácula no proporcionaban. Comenzando con Azuma monogatari (Cuento del Este), crítica del distrito Yoshiwara de Edo publicada en 1641, otros títulos como Naniwa monogatari (Cuentos de Osaka, 1656) o Miyako monogatari (Cuentos de Kioto, 1656) sugieren que las guías tomaban la forma de cuentos de ficción (monogatari).
Eventualmente, el resultado fue el nacimiento de una nueva literatura urbana. Saikaku, previamente conocido como maestro haikai, tomó prestado el tema de las guías cortesanas y recurrió a la larga tradición de literatura amorosa japonesa, que abarcaba desde el  Genji Monogatari (源氏物語?) (principios del siglo XI), generalmente traducido como Novela de Genji, Romance de Genji o Historia de Genji, de Murasaki Shikibu, y el Ise Monogatari (伊勢物語?) (siglo X) a los kana-zōshi del siglo XVII, empleando para ello una forma experimental y dramática de haibun, o prosa haikai, caracterizado por el uso de lenguaje coloquial y un cierto interés por el costumbrismo cotidiano sin precedente en la literatura en prosa de su época.
De esa forma, Kōshoku Ichidai Otoko se constituyó en una continuación y al mismo tiempo el inicio de un nuevo género que llegó a llamarse Ukiyo-zōshi (浮世草子?   «libros del mundo flotante»), relatos breves y obras narrativas de mayor extensión destinadas al consumo popular, que reflejaban la nueva riqueza y el ocio de los chōnin, la clase ciudadana, en los barrios alegres. Se trataba de obras a menudo audaces y frecuentemente prohibidas, que alcanzaron un desarrollo notable en los primeros tiempos del período Edo.

## Estructura y argumento
Yonosuke, un chōnin de segunda generación cuyo padre, Yumesuke, es un experto en los caminos del amor y cuya madre es una famosa y reputada tayū (una recitadora) en el barrio licencioso de Kioto. Yonosuke, inicia su periplo a la temprana edad de siete años. Debido a su imprudente estilo de vida, que le hace incapaz de convertirse en un comerciante, es desposeído a la edad de diecinueve años y comienza, empobrecido, una vida de vagabundeo y encuentros con mujeres de toda clase y profesión por todo Japón. A la edad de treinta y cuatro años su padre fallece, e inesperadamente Yonosuke se encuentra con una enorme herencia. Con una gran fortuna y su previa experiencia en asuntos amorosos, Yonosuke se dedica en adelante a visitar famosas tayū en los barrios de placer, como Yoshino en el barrio de Misujimachi (Kioto), Yūgiri en el de Shinmachi (Osaka), Takahashi en el de Shimabara (Kioto) o Takao en el de Yoshiwara (Edo). El libro finaliza en 1682 (el mismo año en que el libro se publicó), cuando Yonosuke se embarca camino de la Isla de las Mujeres.
La obra se desarrolla en cinco volúmenes y cuarenta y cinco secciones, una por cada año de la vida del protagonista (una reminiscencia de los cincuenta y cuatro capítulos del Genji Monogatari), y puede dividirse en dos partes; la primera describe las aventuras juveniles de Yonosuke y su vida de vagabundeo, mientras que la segunda sigue su vida de derroche en varios barrios licenciosos, y se centra en las actuantes famosas de un modo complejo, realista y a menudo humorístico, al tiempo que se distancia de los estereotipos que se encuentran en las críticas a las cortesanas que le eran contemporáneas.
La primera edición de 1682 incluía ilustraciones del propio Saikaku, realizadas en un estilo de esbozo haikai ligero. La edición de 1684, impresa en Edo, incluyó una colección diferente de ilustraciones, realizadas en un estilo más pesado y literal, con líneas más gruesas, realizadas por Hishikawa Moronobu (Provincia de Awa, 1618 – Edo, 25 de julio de 1694), pintor, impresor y xilografista conocido por el desarrollo del estilo ukiyo-e.

## Ediciones en español
- Saikaku, Ihara (1982). Hombre lascivo y sin linaje. Traducido por Antonio Cabezas García. Hiperión. ISBN 9788475170817.
- Saikaku, Ihara (2003). Amores de un vividor. Prólogo, traducción y notas de Fernando Rodríguez Izquierdo. Alfaguara. ISBN 9788420465456.

## Adaptaciones
En 1961 Yasuzo Masumura dirigió una adaptación al cine titulada Kōshoku Ichidai Otoko, con guion de Yoshio Shirasaka y protagonizada por Raizô Ichikawa como Yonosuke. 
En 1991 se realizó una adaptación del libro en un anime titulado también Kōshoku Ichidai Otoko (The Sensualist en inglés) dirigido por Yukio Abe y escrito por Eiichi Yamamoto.